# Franz Prüß
Franz Prüß (* 17. Juni 1945 in Boizenburg/Elbe) ist ein deutscher Sozialpädagoge und Hochschullehrer.

## Leben
Von 1961 bis 1964 studierte Prüß das Grundschullehramt Deutsch, Mathematik und Sport an der Pädagogischen Schule Schwerin.  Von 1964 bis 1967 war er als Lehrer an der Polytechnischen Oberschule Grabowhöfe tätig. Von 1967 bis 1971 absolvierte er dann ein postgraduales Studium an der PH Güstrow. Im Anschluss war Franz Prüß bis 1978 an Polytechnischen Oberschulen in Waren/Müritz und in Zehna als Lehrer für die Fächer Deutsch, Biologie und Sport tätig. 1978 ging er dann an die Pädagogische Hochschule Güstrow – zunächst als planmäßiger Aspirant ab 1979 als wissenschaftlicher Assistent. Dort promovierte er 1981 zum Dr. paed. und wurde 1982 Oberassistent. Er habilitierte sich 1986 an der PH Erfurt und wurde in der Folge 1988 zum Hochschuldozenten an der PH Güstrow berufen. Von 1993 bis 1994 wurde er dann Professor (C3) für Sozialpädagogik an der Universität Rostock und 1994 bis 2011 Professor (C4) für Schulpädagogik und schulbezogene Bereiche der Sozialpädagogik in Greifswald. Seine Arbeitsschwerpunkte sind Entwicklung der schulbezogenen Jugendhilfe, Schulentwicklung unter dem besonderen Aspekt der Entwicklung der Ganztagsschulen, Entwicklung der Sozialpädagogik und Sozialarbeit in Osteuropa. 2011 wurde Franz Prüß an der Universität Greifswald emeritiert.

## Schriften (Auswahl)
- Das Vergewissern als didaktische Funktion. Ihre theoretischen Grundlagen und praktischen Realisierungsmöglichkeiten. 1981.
- Zur Notwendigkeit und Möglichkeit einer synthetisierend-funktionalen Betrachtungsweise des Erziehungsprozesses. Intersucht und dargestellt aus der Sicht der Erziehungstheorie. Ein Beitrag zur Schaffung von Voraussetzungen für die inhaltliche Koordinierung der Lehrgebiete der Systematischen Pädagogik. 1987.
- Schule als Sozial- und Lernort. Zur Kooperation von Jugendhilfe und Schule. Schwerin 2003.
- Grenzüberschreitende Suchtprävention. 10 Jahre grenzüberschreitendes Netzwerk in der Suchtvorbeugung für die Euroregion Pomerania. Mesekenhagen  2012, ISBN 978-3-935039-73-4.